# 弗雷兰站
弗雷兰站是位于莱茵铁路（Rhijnspoorweg）上的一座废弃火车站。弗雷蘭是荷兰乌得勒支省现今斯蒂赫策费赫特的一座村庄。该车站位于第16公里处，位于现今的阿布考德（Abcoude）站和布鲁克伦（Breukelen）站之间。车站在1843年12月18日与阿姆斯特丹-乌得勒支铁路的开通同时投入使用，最初名为卢嫩-弗雷兰（Loenen-Vreeland），因为该车站靠近Loenersloot。1928年，车站名称改为弗雷兰，而位于几公里外的新沃斯劳斯（Nieuwersluis）车站则改名为新沃斯劳斯-卢嫩（Nieuwersluis-Loenen）。尽管Loenersloot距离车站更近，车站仍被命名为弗雷兰，而非Loenersloot-弗雷兰。弗雷兰站于1944年9月7日关闭。
车站位于现今斯蒂赫策费赫特内，靠近Loenersloot，并位于N201道路（Vreelandseweg）与铁路交汇处的北侧。N201道路最初于1844年设计，目的是连接希尔弗瑟姆与其间的城镇与铁路。弗雷兰站距离希尔弗瑟姆市中心约12公里，而当时从阿姆斯特丹到希尔弗瑟姆的铁路尚未建成。